# Петрівка (Нікопольський район)
Петрі́вка — село в Україні, у Томаківській селищній громаді Нікопольського району Дніпропетровської області. Населення — 49 мешканців.

## Географія
Село Петрівка знаходиться на березі річки Топила, вище за течією на відстані 1 км розташоване село Сергіївка, нижче за течією на відстані 1,5 км розташоване село Семенівка. Річка в цьому місці пересихає, на ній зроблена загата.